# Emma Watson

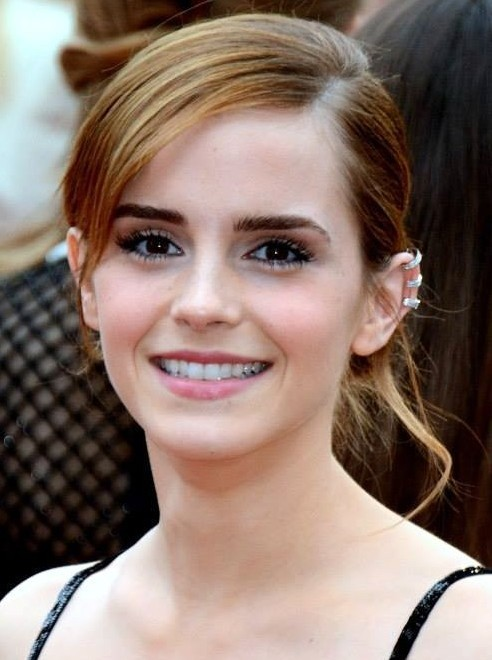
Emma Watson (2013)

Emma Charlotte Duerre Watson (* 15. April 1990 in Paris, Frankreich) ist eine britische Schauspielerin und Synchronsprecherin, die durch die Rolle der Hermine Granger in den Harry-Potter-Verfilmungen bekannt wurde. Sie hat ein Studium in englischer Literatur abgeschlossen, für britische Modemarken gemodelt und engagiert sich in den Bereichen Menschen- und Frauenrechte, Gleichberechtigung und Umweltschutz.

## Privatleben
Emma Watson wurde 1990 in Paris als Kind zweier Anwälte geboren und verbrachte dort die ersten fünf Jahre ihres Lebens. Anschließend zog sie mit ihrer Familie nach England. Ihre Eltern ließen sich 1995 scheiden. Daraufhin zog ihr Vater nach London. Watson und ihr drei Jahre jüngerer Bruder zogen mit der Mutter nach Oxford.
Von 2009 bis 2011 studierte sie Literatur an der US-amerikanischen Brown University. 2011 setzte sie ihr Studium am Worcester College an der Universität von Oxford fort. Im Mai 2014 erhielt sie von der Brown University ihren Bachelor-Abschluss in englischer Literatur. 2023 begann sie ein Teilzeit-Master-Fernstudium in Creative Writing an der Universität Oxford.

## Werdegang

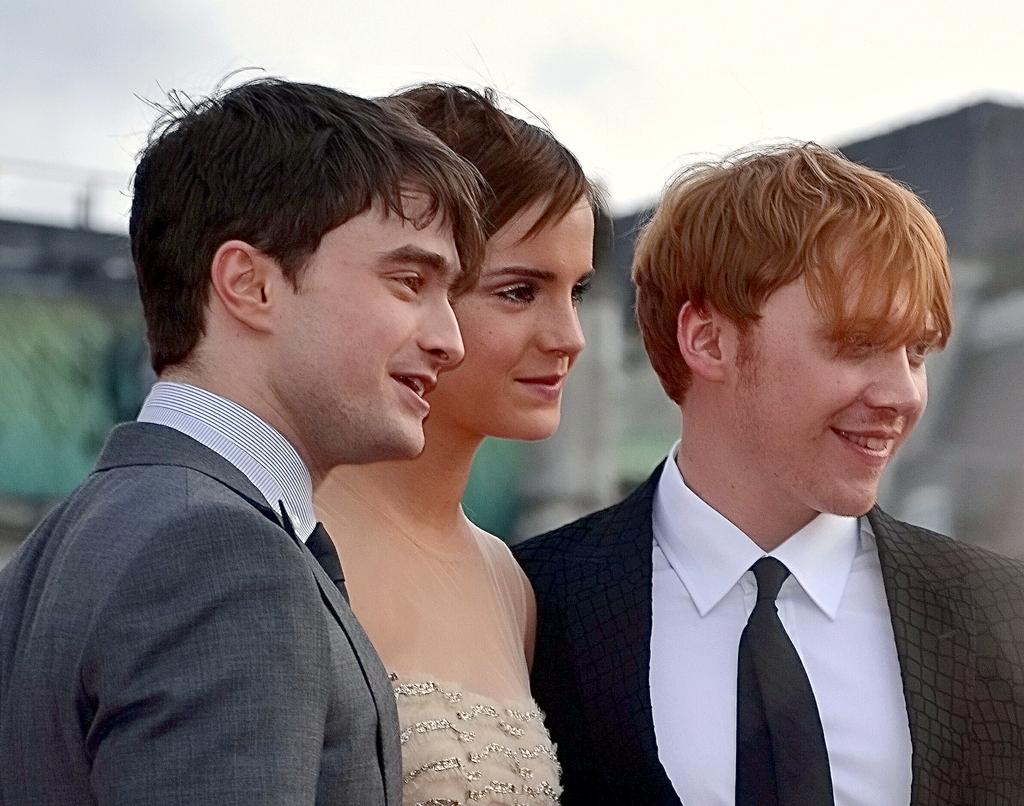
Emma Watson mit Daniel Radcliffe (links) und Rupert Grint (rechts), (2011)

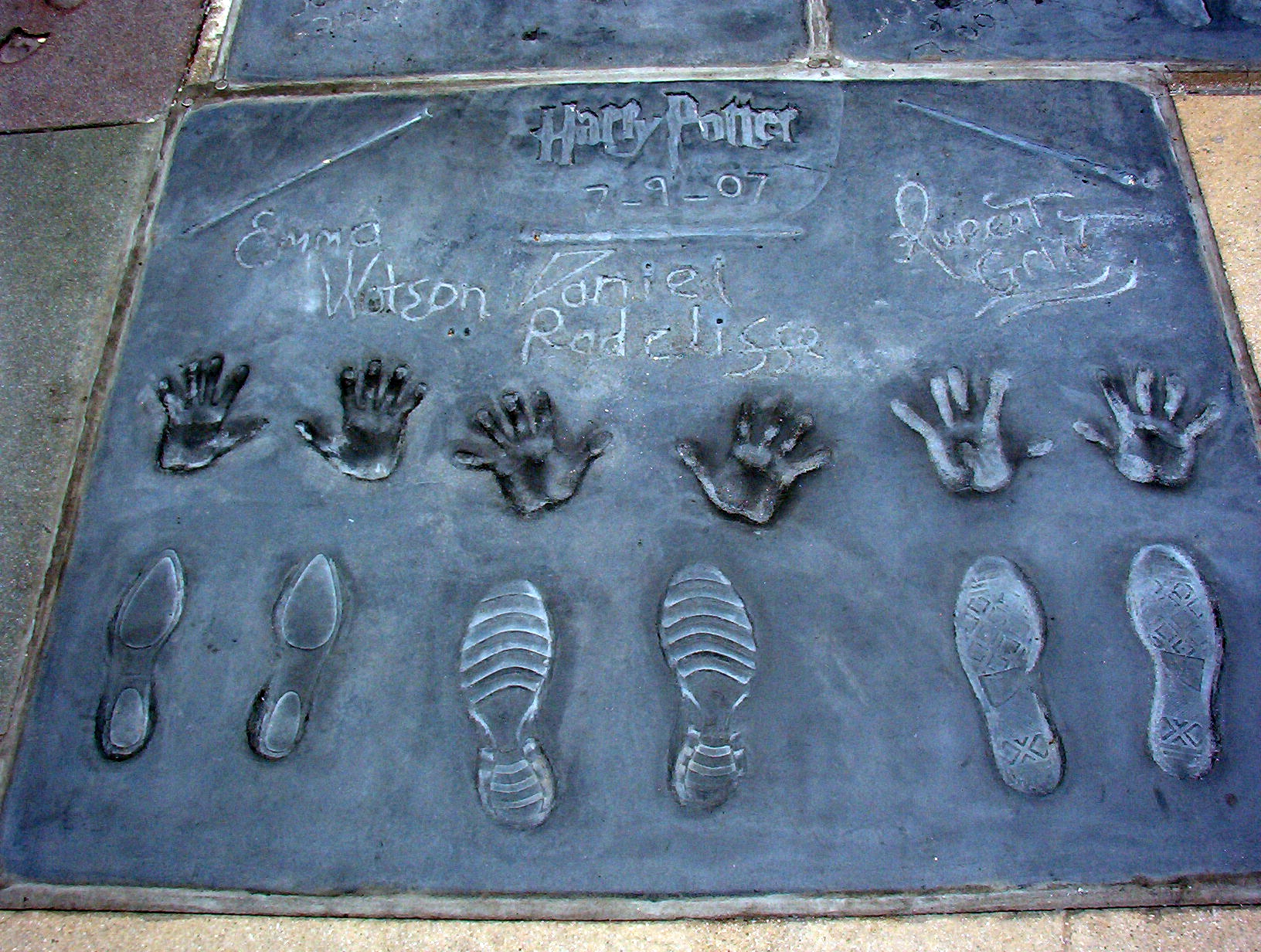
Abdrücke der Hände, Schuhe und Zauberstäbe von Emma Watson, Daniel Radcliffe und Rupert Grint vor dem TLC Chinese Theatre

Im Alter von sieben Jahren gewann Watson den ersten Preis bei der Daisy Pratt Poetry Competition, einem Gedicht-Vortragswettbewerb ihrer Schule in Oxford. Im Jahr 2000 setzte sie sich beim Casting zu Harry Potter und der Stein der Weisen gegen rund 4000 Bewerberinnen durch und erhielt die Rolle der Hermine Granger. Der große Erfolg der Harry-Potter-Reihe führte 2001 dazu, dass Watson – wie ihre beiden Schauspielkollegen Daniel Radcliffe und Rupert Grint – weltweit bekannt wurde.
2002 gewann Watson den Young Artist Award für Harry Potter und der Stein der Weisen. 2003 wurde sie für ihre schauspielerische Leistung in Harry Potter und die Kammer des Schreckens als beste Jungschauspielerin in einer Haupt- oder Nebenrolle („Best Performance by a Youth in a Lead or Supporting Role – Female“) bei den Phoenix Film Critics Awards ausgezeichnet. Von 2003 bis 2008 wurde ihr von der deutschen Jugendzeitung Bravo jedes Jahr ein Bravo Otto in der Kategorie „Kinostar“ (2004 noch „Weiblicher Filmstar“) verliehen: 2003 in Silber, 2004 in Bronze sowie 2005, 2006 und 2007 in Gold. Im Juli 2007 verewigten sich Watson, Radcliffe und Grint gemeinsam mit Abdrücken ihrer Hände, Füße und Zauberstäbe vor dem Grauman’s Chinese Theatre in Los Angeles. 2011 gewann sie bei den Elle Style Awards den Style Icon Award.
Watson zählte 2008 laut Forbes Magazine zu den am besten verdienenden Jungschauspielern. Zwischen Juni 2007 und Juni 2008 erhielt sie Gagen in Höhe von 5,5 Mio. US-Dollar und rangierte damit an sechster Stelle der Einkommensliste. Von Sommer 2009 bis Sommer 2010 war Watson als Model für die britische Bekleidungsmarke Burberry sowie für das Öko-Label People Tree tätig.
2011 drehte sie zusammen mit Michelle Williams den Film My Week with Marilyn und 2012 an der Seite von Nina Dobrev und Logan Lerman Vielleicht lieber morgen, der auf dem gleichnamigen Roman von Stephen Chbosky basiert. In Colonia Dignidad – Es gibt kein Zurück, der die Gräueltaten der auslandsdeutschen Sekte Colonia Dignidad thematisiert, stand sie mit dem deutschen Schauspieler Daniel Brühl vor der Kamera.
In der Verfilmung des Bestseller-Romans The Circle spielte Watson 2017 eine College-Absolventin, die bei einem Technologieunternehmen zu arbeiten beginnt, das Informationen über die Bevölkerung sammelt. Im selben Jahr erschien eine Neuverfilmung von Die Schöne und das Biest, in der sie die Hauptrolle spielt. 2016 wurde Watson als eine von 683 Persönlichkeiten von der Academy of Motion Picture Arts and Sciences als Neumitglied eingeladen.
Emma Watson wird in deutschen Synchronfassungen in der Regel von Gabrielle Pietermann gesprochen. In Colonia Dignidad wurde sie von Miriam Stein synchronisiert.
Im Juni 2020 wurde Watson in den Verwaltungsrat des französischen Mode-Konzerns Kering berufen.
2023 erhielt sie in den USA eine Goldene Schallplatte für die Single Belle aus dem Film Die Schöne und das Biest.

## Politisches Engagement
Seit Juni 2014 ist Watson UN-Sonderbotschafterin für Frauen- und Mädchenrechte. In dieser Funktion bereiste sie zuerst Uruguay, wo sie die Bedeutung von Frauen für die politische Willensbildung hervorhob. Sie entwickelte mit UN Women die Kampagne HeForShe, die Männer und Jungen dazu bewegen will, sich für Frauen- und Mädchenrechte zu engagieren. Im Januar 2015 sprach Watson beim Weltwirtschaftsforum über die Ungleichbehandlung von Männern und Frauen.
Anfang Januar 2016 gründete sie den feministischen Lesezirkel Our Shared Shelf („unser gemeinsames Bücherregal“) auf der zu Amazon gehörenden Plattform Goodreads unter dem Slogan Feminism is for everyone („Feminismus ist für jeden“), der innerhalb eines Monats über 100.000 Mitglieder hatte und zur größten Gruppe der Plattform wurde. Jeden Monat soll ein Buch vorgestellt werden, den Anfang machte die Autobiografie von Gloria Steinem, My Life on the Road.
Watson setzt sich zudem seit langem für Umweltgerechtigkeit sowie für Klimaschutz ein. Beim Earthshot Prize 2021 übernahm sie die Kategorie Fix our Climate, die von Enapter gewonnen wurde. Im Zuge der UN-Klimakonferenz in Glasgow 2021 moderierte sie u. a. eine Podiumsveranstaltung, bei der auch Greta Thunberg auftrat.
Am 21. Januar 2017 beteiligte sie sich am Women’s March on Washington, einem der weltweiten Proteste gegen Donald Trump nach dessen Amtseinführung.

## Verwicklung in die Panama-Papers-Affäre
Emma Watson erwarb eine Immobilie mit einem Wert von über einer Million US-Dollar über eine 2013 gegründete Briefkastenfirma. Ein offizieller Sprecher sagte, dies sei zum Schutz der Privatsphäre der Schauspielerin geschehen; sie habe keinen monetären Vorteil aus diesem Arrangement. Sie hat über ihre Offshorefirma Falling Leaves Ltd auf den Britischen Jungferninseln zudem eine Wohnung für 2,8 Millionen Pfund gekauft.

## Filmografie

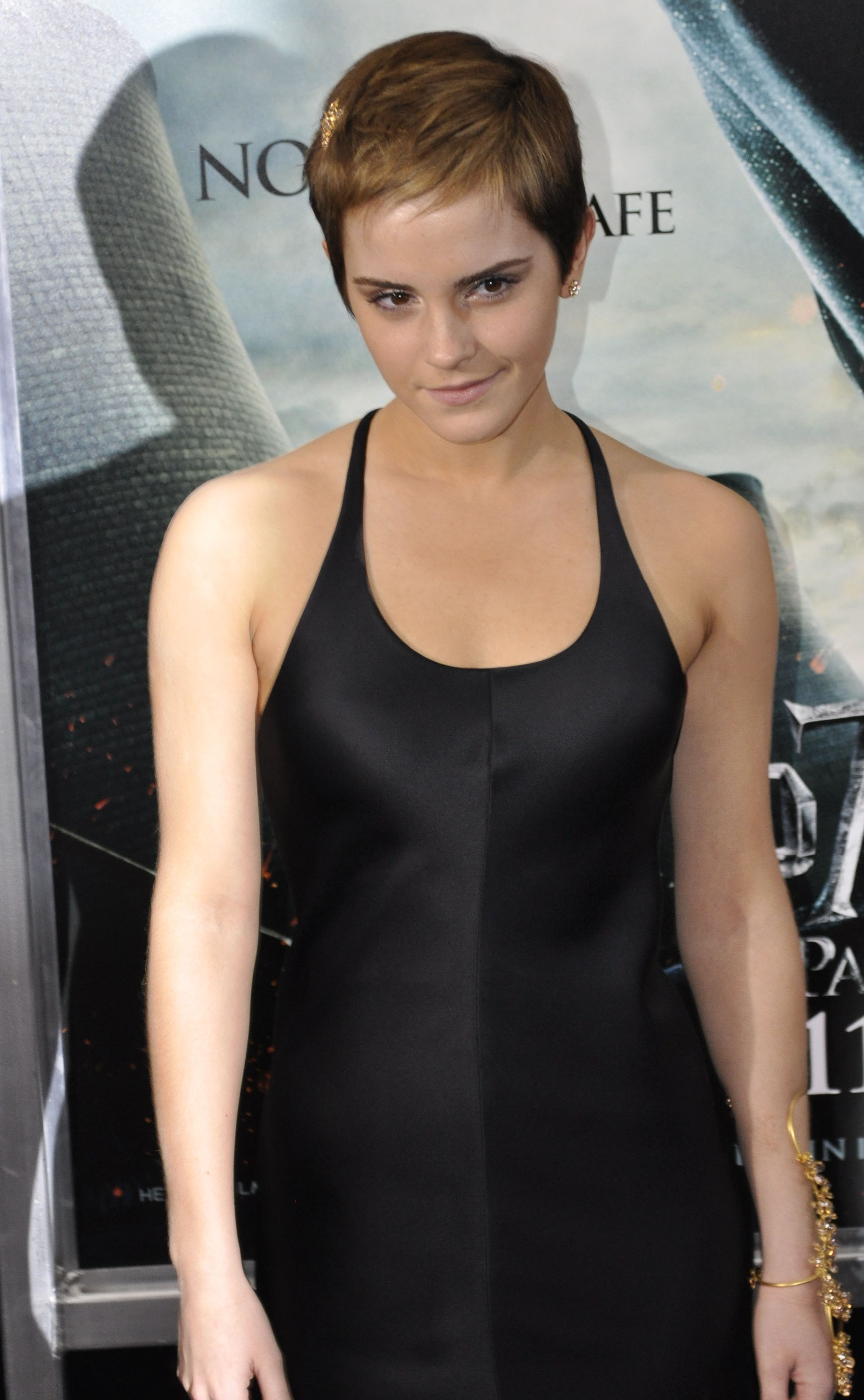
Emma Watson während der Premiere von Harry Potter und die Heiligtümer des Todes – Teil 1 2010

- 2001: Harry Potter und der Stein der Weisen (Harry Potter and the Philosopher’s Stone)
- 2002: Harry Potter und die Kammer des Schreckens (Harry Potter and the Chamber of Secrets)
- 2004: Harry Potter und der Gefangene von Askaban (Harry Potter and the Prisoner of Azkaban)
- 2005: Harry Potter und der Feuerkelch (Harry Potter and the Goblet of Fire)
- 2007: Harry Potter und der Orden des Phönix (Harry Potter and the Order of the Phoenix)
- 2007: Ballet Shoes (Fernsehfilm)
- 2008: Despereaux – Der kleine Mäuseheld (The Tale of Despereaux, Sprechrolle als Prinzessin Pea)
- 2009: Harry Potter und der Halbblutprinz (Harry Potter and the Half-Blood Prince)
- 2010: Harry Potter und die Heiligtümer des Todes – Teil 1 (Harry Potter And The Deathly Hallows: Part 1)
- 2011: Harry Potter und die Heiligtümer des Todes – Teil 2 (Harry Potter And The Deathly Hallows: Part 2)
- 2011: My Week with Marilyn
- 2012: Vielleicht lieber morgen (The Perks of Being a Wallflower)
- 2013: The Bling Ring
- 2013: Das ist das Ende (This Is the End)
- 2014: Noah
- 2015: The Vicar of Dibley (Fernsehserie, Folge Comic Relief Special 2015: The Bishop of Dible)
- 2015: Regression
- 2015: Colonia Dignidad – Es gibt kein Zurück (Colonia)
- 2017: Die Schöne und das Biest (Beauty and the Beast)
- 2017: The Circle
- 2019: Little Women
- 2022: Prada Paradoxe (Kurzfilm, auch Regie)
- 2022: Harry Potter 20th Anniversary: Return to Hogwarts (Fernsehspecial)

## Musikvideo
- 2010: Say You Don’t Want It von One Night Only

## Auszeichnungen und Nominierungen (Auswahl)
| Tabellarische Übersicht der Auszeichnungen und Nominierungen | Tabellarische Übersicht der Auszeichnungen und Nominierungen | Tabellarische Übersicht der Auszeichnungen und Nominierungen | Tabellarische Übersicht der Auszeichnungen und Nominierungen | Tabellarische Übersicht der Auszeichnungen und Nominierungen |
| Jahr                                                         | Auszeichnung                                                 | Für                                                          | Kategorie                                                    | Resultat                                                     |
| ------------------------------------------------------------ | ------------------------------------------------------------ | ------------------------------------------------------------ | ------------------------------------------------------------ | ------------------------------------------------------------ |
| 2002                                                         | Young Artist Award                                           | Harry Potter und der Stein der Weisen                        | Beste Jungschauspielerin in der Hauptrolle eines Spielfilms  | Gewonnen                                                     |
| 2002                                                         | American Moviegoer Award                                     | Harry Potter und der Stein der Weisen                        | Herausragende Nebendarstellerin                              | Nominiert                                                    |
| 2003                                                         | Bravo Otto                                                   | Harry Potter und die Kammer des Schreckens                   | Beste Schauspielerin (Silber)                                | Gewonnen                                                     |
| 2004                                                         | Broadcast Film Critics Association                           | Harry Potter und der Gefangene von Askaban                   | Beste Jungdarstellerin                                       | Nominiert                                                    |
| 2004                                                         | Bravo Otto                                                   | Harry Potter und der Gefangene von Askaban                   | Beste Schauspielerin (Bronze)                                | Gewonnen                                                     |
| 2005                                                         | Bravo Otto                                                   | Harry Potter und der Feuerkelch                              | Beste Schauspielerin (Gold)                                  | Gewonnen                                                     |
| 2005                                                         | Broadcast Film Critics Association                           | Harry Potter und der Feuerkelch                              | Beste Jungdarstellerin                                       | Nominiert                                                    |
| 2006                                                         | MTV Movie Awards                                             | Harry Potter und der Feuerkelch                              | Bestes Leinwand-Team                                         | Nominiert                                                    |
| 2007                                                         | ITV National Film Award                                      | Harry Potter und der Orden des Phönix                        | Beste Schauspielerin                                         | Gewonnen                                                     |
| 2007                                                         | UK Nickelodeon Kids’ Choice Award                            | Harry Potter und der Orden des Phönix                        | Beste Schauspielerin                                         | Gewonnen                                                     |
| 2007                                                         | Bravo Otto                                                   | Harry Potter und der Orden des Phönix                        | Beste Schauspielerin (Gold)                                  | Gewonnen                                                     |
| 2008                                                         | Glamour Award                                                | Ballet Shoes                                                 | Beste britische Schauspielerin – TV                          | Nominiert                                                    |
| 2009                                                         | Scream Award                                                 | Harry Potter und der Halbblutprinz                           | Beste Fantasy-Darstellerin                                   | Nominiert                                                    |
| 2009                                                         | Bravo Otto                                                   | Harry Potter und der Halbblutprinz                           | Beste Schauspielerin (Gold)                                  | Gewonnen                                                     |
| 2010                                                         | Teen Choice Award                                            | Harry Potter und der Halbblutprinz                           | Beste Schauspielerin in einem Fantasy-Film                   | Nominiert                                                    |
| 2011                                                         | People’s Choice Award                                        | Harry Potter und die Heiligtümer des Todes – Teil 1          | Lieblingsfilmstar unter 25                                   | Nominiert                                                    |
| 2011                                                         | Nickelodeon Kids’ Choice Award                               | Harry Potter und die Heiligtümer des Todes – Teil 1          | Lieblingsschauspielerin                                      | Nominiert                                                    |
| 2011                                                         | National Movie Award                                         | Harry Potter und die Heiligtümer des Todes – Teil 1          | Performance des Jahres                                       | Nominiert                                                    |
| 2011                                                         | MTV Movie Award                                              | Harry Potter und die Heiligtümer des Todes – Teil 1          | Beste Schauspielerin                                         | Nominiert                                                    |
| 2011                                                         | MTV Movie Award                                              | Harry Potter und die Heiligtümer des Todes – Teil 1          | Bester Filmkuss                                              | Nominiert                                                    |
| 2011                                                         | MTV Movie Award                                              | Harry Potter und die Heiligtümer des Todes – Teil 1          | Beste Kampfszene                                             | Nominiert                                                    |
| 2011                                                         | Teen Choice Award                                            | Harry Potter und die Heiligtümer des Todes – Teil 1          | Beste Schauspielerin (Sci-Fi/Fantasy)                        | Gewonnen                                                     |
| 2011                                                         | Teen Choice Award                                            | Harry Potter und die Heiligtümer des Todes – Teil 1          | Bester Kuss                                                  | Gewonnen                                                     |
| 2011                                                         | Bravo Otto                                                   |                                                              | Bester weiblicher Filmstar (Bronze)                          | Gewonnen                                                     |
| 2011                                                         | Teen Choice Award                                            | Harry Potter und die Heiligtümer des Todes – Teil 2          | Beste Sommerfilm-Darstellerin                                | Gewonnen                                                     |
| 2011                                                         | Scream Award                                                 | Harry Potter und die Heiligtümer des Todes – Teil 2          | Beste Fantasy-Schauspielerin                                 | Nominiert                                                    |
| 2012                                                         | People’s Choice Award                                        | Harry Potter und die Heiligtümer des Todes – Teil 2          | Beste Schauspielerin unter 25                                | Nominiert                                                    |
| 2012                                                         | Nickelodeon Kids’ Choice Award                               | Harry Potter und die Heiligtümer des Todes – Teil 2          | Lieblingsschauspielerin                                      | Nominiert                                                    |
| 2012                                                         | MTV Movie Award                                              | Harry Potter und die Heiligtümer des Todes – Teil 2          | Beste Schauspielerin                                         | Nominiert                                                    |
| 2012                                                         | MTV Movie Award                                              | Harry Potter und die Heiligtümer des Todes – Teil 2          | Bester Filmkuss (mit Rupert Grint)                           | Nominiert                                                    |
| 2012                                                         | Saturn Award                                                 | Harry Potter und die Heiligtümer des Todes – Teil 2          | Beste Nebendarstellerin                                      | Nominiert                                                    |
| 2012                                                         | San Diego Film Critics Choice Award                          | Vielleicht lieber Morgen                                     | Beste Nebendarstellerin                                      | Gewonnen                                                     |
| 2012                                                         | Boston Society of Film Critics Award                         | Vielleicht lieber Morgen                                     | Beste Nebendarstellerin                                      | Nominiert                                                    |
| 2013                                                         | People’s Choice Award                                        | Vielleicht lieber Morgen                                     | Beste Schauspielerin                                         | Gewonnen                                                     |
| 2013                                                         | MTV Movie Award                                              | Vielleicht lieber Morgen                                     | Beste Schauspielerin                                         | Nominiert                                                    |
| 2013                                                         | MTV Movie Award                                              | Vielleicht lieber Morgen                                     | Bester Filmkuss (mit Logan Lerman)                           | Nominiert                                                    |
| 2013                                                         | MTV Movie Award                                              | Vielleicht lieber Morgen                                     | Bester Musikmoment (mit Logan Lerman und Ezra Miller)        | Nominiert                                                    |
| 2013                                                         | MTV Movie Award                                              | Vielleicht lieber Morgen                                     | MTV Trailblazer Award                                        | Gewonnen                                                     |
| 2013                                                         | Teen Choice Awards                                           | Vielleicht lieber Morgen                                     | Choice Movie Actress: Drama                                  | Gewonnen                                                     |
| 2013                                                         | Teen Choice Awards                                           | Vielleicht lieber Morgen                                     | Choice Movie: Liplock (mit Logan Lerman)                     | Nominiert                                                    |
| 2013                                                         | Teen Choice Awards                                           | N/A                                                          | Choice Style Icon                                            | Nominiert                                                    |
| 2014                                                         | People’s Choice Awards                                       | Das ist das Ende                                             | Favorite Comedic Movie Actress                               | Nominiert                                                    |
| 2014                                                         | Teen Choice Awards                                           | Noah                                                         | Choice Movie Actress: Drama                                  | Nominiert                                                    |
| 2014                                                         | Britannia Awards                                             | N/A                                                          | British Artist of the Year                                   | Gewonnen                                                     |
| 2014                                                         | British Fashion Awards                                       | N/A                                                          | Best British Style                                           | Gewonnen                                                     |
| 2017                                                         | MTV Movie & TV Awards                                        | Die Schöne und das Biest                                     | Bester Filmschauspieler                                      | Gewonnen                                                     |
| 2017                                                         | Teen Choice Award                                            | Die Schöne und das Biest                                     | Choice Fantasy Movie Actress                                 | Gewonnen                                                     |
| 2017                                                         | Teen Choice Award                                            | Die Schöne und das Biest                                     | Choice Movie Ship + Choice Liplock (mit Dan Stevens)         | Gewonnen                                                     |
| 2017                                                         | Teen Choice Award                                            | The Circle                                                   | Choice Drama Movie Actress                                   | Gewonnen                                                     |
| 2018                                                         | Goldene Himbeere                                             | The Circle                                                   | Schlechteste Schauspielerin                                  | Nominiert                                                    |